# 小行星8918
小行星8918（英語：8918）是一颗围绕太阳公转的小行星。1996年7月20日，北京天文台施密特CCD小行星计划在兴隆发现了此天体。
这颗小行星的绝对星等为169.58630等。